# 롤프 뤼스만
롤프 뤼스만(독일어: Rolf Rüssmann; 1950년 10월 13일 ~ 2009년 10월 2일)은 독일의 은퇴한 축구 선수로, 현역 시절 샬케 04, 클뤼프 브뤼허, 그리고 도르트문트에서 수비수로 활약했다.

## 클럽 경력
1969년, 샬케 04는 슈벨름 06에 38,000 DM을 지불해 측면 중앙 수비수인 뤼스만을 영입했지만, 루디 구텐도르프 감독 지도 하에 겔젠키르헨 연고 구단에서 부진했지만, 꾸준히 출전 기회를 잡으며, 향후 성공 시대를 예고했다. 1972년에 샬케 04 소속으로 DFB-포칼을 우승하고, 그는 1971년 4월 17일에 아르미니아 빌레펠트전에서 매수당해 승부 조작에 연루된 것으로 확인되어 활동이 중단되었다. 처음에 뤼스만은(샬케 04의 몇몇 선수들과 함께) 이 주장에 반박했다. 뤼스만은 위법 행위를 저지른 주요 선수로 지목되어 그 결과 1975년에 법정 실형을 선고받았다. 1973년,(그리고 1976-77 시즌 중 짧은 기간) 독일 축구 연맹은 활동 정지 징계를 내렸지만, 해외 리그 활동을 허락받았다. 그에 따라, 그는 1973년에 샬케 04를 떠나 벨기에의 클뤼프 브뤼허로 이적했다.(11경기 출전, 9골 기록) 이후 샬케 04로 복귀해, 뤼스만은 1980년 12월까지 구단과 동행했다. 재정난이 닥친 샬케 04는 지역의 숙적 구단인 도르트문트로 이적했고, 뤼스만은 1985년에 분데스리가 총 453경기 출전, 48골을 기록할 때까지 베스트팔렌슈타디온에 남았다. 2015-16 시즌 전까지, 뤼스만보다 더 많은 분데스리가 경기에 출전한 선수는 23명뿐이었다.

## 국가대표팀 경력
서독 청소년 국가대표팀의 촉망받던 유망주였던 뤼스만은 1971년에 벌써 서독 국가대표팀 첫 경기를 앞두었지만, 그의 국가대표팀 발탁의 꿈은 1971년 분데스리가 승부조작 스캔들로 물거품이 되었다. 스캔들 발생 6년 후, 그는 리그에서 활약하던 도중 독일 축구 연맹이 스캔들에 연루된 선수들의 징계를 철회함에 따라(클라우스 피셔 포함) 헬무트 쇤 감독은 그를 차출하였고, 뤼스만은 1977년 4월에 유고슬라비아와의 친선경기에서 신고식을 치렀다. 꾸준한 활약으로 더 많은 출전 기회를 받았고, 뤼스만은 1978년 월드컵에 서독 선수단 일원으로 참가했다. 그는 서독이 참가한 6경기에 모두 출전했지만, 2차 조별 리그에서 탈락하면서, 대회 이후에는 1경기를 더 출전하는데 그쳤다. 뤼스만은 총 20번의 경기에 출전해 1골을 기록했다.(소련전 결승골)

## 수상
- DFB-포칼: 1971–72
- 분데스리가 준우승: 1971–72, 1976–77

## 분데스리가 단장
1987년, 뤼스만은 샬케 04로 복귀해 경기 외적 활동을 시작했고, 1987년 2월 25일부터 8월 10일까지 구단 단장을 역임했다. 묀헨글라트바흐의 노련한 헬무트 스라쇼프 단장이 후임을 물색하는 가운데, 뤼스만이 1990년 4월부터 묀헨글라트바흐에서 그라쇼프를 보좌했고, 이후 그의 후임이 되었다. 1992년 7월 8일, 뤼스만은 묀헨글라트바흐에서 해임되었지만, 1992년 9월에 회장 교체 이후 국면이 전환되어 재선임되었다. 1998년 11월 10일, 묀헨글라트바흐가 1996년 이래 분데스리가에서 역대 최악의 성적을 내면서 묀헨글라트바흐 단장직에서 해임되었다. 2001년 2월 1일, 뤼스만은 분데스리가의 또다른 구단 슈투트가르트의 단장으로 취임했지만, 2002년 12월에 "슈바브인"(Die Schwaben) 책임자 자리에서 해임되었다.
2009년 10월 2일, 뤼스만은 59번째 생일을 2주도 안되게 남겨놓고 전립선암으로 사망했다.